# بوکوویتس گورنه
بوکوویتس گورنه (به لهستانی:  Bukówiec Górny) یک روستا در لهستان است که در گمینا وووشاکوویتسه واقع شده‌است. بوکوویتس گورنه ۱٬۶۰۰ نفر جمعیت دارد.